# Динар
Динар је главна валутна јединица у неколико земаља, а кроз историју је кориштена у још пар.
Историјски претходник савременог динара је златни динар, главни ковани новац средњовјековних исламских царстава, које је први пут користио 77. хиџретске године (696/697. године н. е.) калиф Абд ел Малик ибн Марван. Ријеч „динар” поријекло води од сребреног „денаријуса” кованог новца античког Рима, који је први пут искован 211. године прије н. е.
Ријеч динар је настала транскрипцијом арапске ријечи دينار (dīnār), која је преко сиријачког dīnarā, грчког δηνάριον (dēnárion), изведена из латинске ријечи dēnārius.
Кушанско царство увело је златни новчић познат као dīnāra у Индији у 1. вијеку н. е.; Гупта царство и његови насљедници до 6. вијека прихватили су новчић. Савремени златни динар је пројектовани златни новац, који још увијек није званична валута ниједне државе.

## Законска средства плаћања

### Земље које користе валуту „динар” или сличну
| Државе              | Валуте           | ISO 4217 код                 |
| ------------------- | ---------------- | ---------------------------- |
| Алжир               | Алжирски динар   | DZD                          |
| Бахреин             | Бахреински динар | BHD                          |
| Ирак                | Ирачки динар     | IQD                          |
| Јордан              | Јордански динар  | JOD                          |
| Кувајт              | Кувајтски динар  | KWD                          |
| Либија              | Либијски динар   | LYD                          |
| Сјеверна Македонија | Македонски денар | MKN (1992—1993) MKD (1993— ) |
| Србија              | Српски динар     | RSD CSD (2003—2006)          |
| Тунис               | Туниски динар    | TND                          |

### Земље које су користиле валуту „динар” или сличну у 20. вијеку
| Земље                                                    | Валуте                                                       | ISO 4217 код                                                                          | Вријеме употребе                                             | Замијењена                                                   |
| -------------------------------------------------------- | ------------------------------------------------------------ | ------------------------------------------------------------------------------------- | ------------------------------------------------------------ | ------------------------------------------------------------ |
| Абу Даби                                                 | Бахреински динар                                             | BHD                                                                                   | 1966—1973                                                    | УАЕ дирхам                                                   |
| Република Босна и Херцеговина                            | Босанскохерцеговачки динар                                   | BAD                                                                                   | 1992—1998                                                    | Конвертибилна марка БиХ                                      |
| Хрватска                                                 | Хрватски динар                                               | HRD                                                                                   | 1991—1994                                                    | Хрватска куна                                                |
| Иран                                                     | Ирански ријал је подијељен прво на 1250 и онда на 100 динара | Ирански ријал је подијељен прво на 1250 и онда на 100 динара                          | Ирански ријал је подијељен прво на 1250 и онда на 100 динара | Ирански ријал је подијељен прво на 1250 и онда на 100 динара |
| Република Српска                                         | Динар Републике Српске                                       | Н/Д                                                                                   | 1992—1998                                                    | Конвертибилна марка БиХ                                      |
| Република Српска Крајина                                 | Динар Републике Српске Крајине                               | Н/Д                                                                                   | 1991—1995                                                    | Хрватска куна                                                |
| Јужни Јемен                                              | Јужнојеменски динар                                          | YDD                                                                                   | 1965—1990                                                    | Јеменски ријал                                               |
| Судан                                                    | Судански динар                                               | SDD                                                                                   | 1992—2007                                                    | Суданска фунта                                               |
| Краљевина Југославија · СФР Југославија · СР Југославија | Југословенски динар                                          | YUD (1965—1989) YUN (1990—1992) YUR (1992—1993) YUO (1993) YUG (1994) YUM (1994—2003) | 1918—2003                                                    | Н/Д                                                          |

Енглески краљ Офа Мершијски из 8. вијека ковао је копију абасидског динара које је 774. године издао калифа Ел Мансур са натписом „Offa Rex” центрираним на наличју.